# Френсіс Крозьє
Френсіс Родон Мойра Крозьє (англ. Francis Rawdon Moira Crozier; 16 серпня 1796, Банбридж, Ірландія — після 1848) — офіцер Королівського військово-морського флоту Великої Британії. Учасник шести арктичних і антарктичних дослідних експедицій.

## Дитинство
Френсіс Крозьє народився 16 серпня 1796 року в Авонмор Хаус, побудованому його батьком в 1792 році. Будинок стояв на Церковній площі Банбриджа в графстві Даун, Ірландія. Будівля збереглася і донині. Крозьє був одинадцятим з тринадцяти дітей у сім'ї, головою якої був багатий адвокат Джордж Крозьє. Своє повне ім'я юний Френсіс отримав на честь Френсіса Родона, 2-го графа Мойра, що доводився другом батькові хлопчика.

## Служба на флоті
У віці 13 років Крозьє побажав пов'язати своє життя з Королівським військово-морським флотом, і у 1810 році вийшов у море в чині кадета на кораблі HMS Hamadryad. Вже в 1812 році він служив у чині мічмана на HMS Briton, а у 1814 році відвідав острови Піткерн, де бачив останніх заколотників з корабля HMS Bounty, що залишилися у живих.
У 1817 Крозьє отримав сертифікат молодшого лейтенанта і з 1818 року служив на шлюпі Dotterel під час походу до мису Доброї Надії. У 1821 році Крозьє побажав приєднатися до другої експедиції капітана Вільма Едварда Паррі, надісланій для відшукання Північно-Західного проходу на судах HMS Fury і його судні-близнюку HMS Hecla. Крозьє очолив похід в район острова острова Мелвілл, де вступив в контакт з ескімосами. У цій експедиції Френсіс Крозьє також отримав перший досвід зимівлі на затертому льодом судні. У 1824 році він знову повернувся з Вільямом Паррі в Арктику, на цей раз підсумком експедиції стала втрата судна HMS Fury поблизу острова Сомерсет. Крозьє був підвищений до звання лейтенанта у 1826 році, і у 1827 році знову приєднався до Вільям Паррі у його черговій експедиції, метою якої було на судах досягти Північного полюса. Під час цих плавань Френсіс Крозьє став близьким другом дослідника Джеймса Кларка Росса.
У 1827 році, після проведення важливих астрономічних та магнітних досліджень під час трьох експедицій Паррі, Крозьє був обраний членом Королівського астрономічного товариства. У 1831 році був переведений на фрегат HMS Stag, на якому продовжував нести службу біля берегів Португалії під час громадянської війни, що розпочалася у цій країні.
У 1835 році Крозьє приєднався до експедиції Джеймса Росса в якості помічника командира на HMS Cove. Експедиція була споряджена для пошуку 12 британських китобоїв, що зникли в Арктиці. Китобої були врятовані, і в 1837 році Френсіс Крозьє отримав звання командера.

## Дослідження Антарктики
У 1839 році Крозьє знову приєднався до Джеймса Кларка Росса другим помічником командира в його чотирирічній експедиції на суднах HMS Erebus і HMS Terror, метою якої було вивчення Антарктики. Крозьє командував кораблем HMS Terror. У серпні 1840 року кораблі стали на якір в Гобарті, столиці англійської колонії на Тасманії, губернатором якої був сер Джон Франклін, який колись сам очолював дві північних експедиції. Тут у Крозьє стався короткочасний роман з племінницею губернатора — Софією Крекфорт. У 1841 році Френсіс був проведений у чин капітана. В 1843 році, після виконання свого завдання в Антарктиці, експедиція повернулася до Англії. Її підсумком став найбільш вдалий з усіх раніше зроблених проходів крізь паковий лід до континенту (аж до 78° 10' ю.ш.), обстеження значної його частини і відкриття Південного магнітного полюса. При цьому, втрат серед членів екіпажу не було взагалі. Джеймс Росс наніс на карту берегову лінію саме тої частини континенту, яка пізніше стала асоціюватися з Героїчним століттям антарктичних досліджень. Ці місця в майбутньому слугували відправними точками для експедицій Руальда Амундсена, Роберта Скотта і Ернеста Шеклтона. Такі назви, як гора Еребус, море Росса, земля Вікторії, протока Мак-Мердо і Великий крижаний бар'єр Росса (шельфовий льодовик Росса) отримали широку популярність.
У знак визнання видатних робіт Крозьє з магнетизму, у 1843 році він був обраний членом Королівського товариства.

## Пошук Північно-Західного проходу
У 1845 році Френсіс Крозьє був призначений капітаном HMS Terror третьої експедиції сера Джона Франкліна, метою якої була чергова спроба знайти Північно-Західний прохід.
У червні 1847 року, після смерті Франкліна, він прийняв командування експедицією, однак його доля, як і доля всіх інших членів експедиції, залишалася невідомою аж до 1859 року, коли була знайдена записка, залишена ним на острові Кінг-Вільям і знайдена пошуковою експедицією капітана Френсіса Мак-Клінтока. Послання складалося з двох записів, зроблених на одному аркуші паперу з дворічною різницею у часі.
В останньому листі, датованому 25 квітня 1848 року, говорилося, що кораблі були затерті льодами і покинуті людьми. Дев'ять офіцерів, включаючи сера Джона Франкліна, і 15 матросів загинули, а ті, що залишилися в живих сподіваються 26 квітня виступити до річки Бак. Повідомлення було підписано капітаном HMS Erebus Джеймсом Фітцджеймсом та капітаном HMS Terror, старшим офіцером Френсісом Крозьє. Мак-Клінток виявив на острові Бичі три могили і, як згодом і інші дослідники, безліч людських останків на острові Кінг-Вільям та на північному узбережжі Канади. Жодна людина з експедиції Франкліна не повернулася додому живою. Доля більшості з них залишається достеменно невідома, а останки не знайденими.
Пізніше були записані свідчення ескімосів, в яких говорилося, що між 1852 і 1858 роками Крозьє і ще один член екіпажу були, нібито, ними помічені в районі Бейкер-Лейк, приблизно в 400 км на південь від того місця, де в 1948 році Фарлі Моует знайшов «дуже стару піраміду, не схожу на звичайні ескімоські будови», всередині якої лежали уламки дерев'яного короба скріплені «хвостом ластівки».

## Пам'ять
- У січні 2008 року в рідному місті Френсіса Крозьє — Банбриджі, було організовано на його честь пам'ятний захід, який включав також і поминальну службу у церкві Святої Трійці. У ньому взяли участь понад 100 нащадків членів підприємства Франкліна, самого Крозьє і членів пошукових експедицій. На заході були присутні члени міської ради Банбриджа і деякі історики Арктики, в тому числі Майкл Сміт і Рассел Поттер.[7]
- Меморіал на честь сера Джона Франкліна і його людей, в тому числі Френсіса Крозьє, був зведений за наказом Парламенту в 1858 році в Розписному залі Старого королівського морського коледжу Гринвіча, Лондон. В 1937 році його перенесли до каплиці коледжу, а в кінці 2009 року відбулася урочиста церемонія перенесення монумента і встановлення його біля входу в коледж.
- На Церковній площі Банбриджа, навпроти будинку, де народився Френсіс Крозьє, встановлений великий монумент на його честь.
- У 1935 р. Міжнародний астрономічний союз присвоїв ім'я Френсіса Крозьє кратеру на видимій стороні Місяця у точці з координатами 13,5°S, 50,8°E.

Ім'я Френсіса Крозьє носять багато географічних об'єктів:
- Мис Крозьє на східній стороні острова Росса, Антарктида
- Мис Крозьє на західній стороні Кінг-Вільям, канадська Арктика
- Мис Крозьє біля західного входу в затоку Допомоги на острові Бенкс, канадська Арктика
- Протоку Крозьє, що лежить між островом Корнуолліс і островом Батерст, Арктика
- Річка Крозьє у районі протоки Ф'юрі і Гекла, канадська Арктика
- Мис Крозьє на острові Шпіцберген, Арктика
- Канал Крозьє, що лежить на північ від острова Банкс, Арктика
- Острів Крозьє у протоці Кеннеді, що лежить між Гренландією і островом Елсмір

## Відображення в літературі
- Френсіс Крозьє є головним героєм роману американського письменника-фантаста Дена Сіммонса «Терор» (2007).
- Крозьє відводиться роль оповідача в романі франкомовного канадського письменника Домініка Форте «Про правильне використання зірок» (фр. Du bon usage des étoiles) — фіналіст канадської літературної Премії генерал-губернатора 2009 року в номінації «художній твір французькою мовою».[8]
- У романі англомовної канадської письменниці Маргарет Етвуд «Рік потопу» (англ. The Year of the Flood) троє юнаків носять імена Крозьє, Шеклтон і Отс.
- Френсіс Крозьє присутній у серії коміксів компанії Marvel Comics, постаючи в ролі лиходія Мора (англ. Pestilence) і бореться проти загону канадських супергероїв — загону Альфа.